# 平顶山市第九中学
平顶山市第九中学是一个位于河南省平顶山市新华区湛河公园北街南段西西南100米处的一所初级中学。

## 简介
学校是一所全日制完全中学，八十年代初改为初级中学。现有24个教学班，教职工111人，其中高级教师58名、一级教师30名，省级骨干教师7名，省级学科带头人5名。有物理、化学、生物实验室3个，计算机教室1个，多媒体专用教室3个，计算机146台，图书室藏书三万余册及阅览室，另有形体训练室、艺术室、德育活动室、大型阶梯教室等。体育方面有标准跑道、足球场各1个，篮球场4个及体操运动场地和器材等。